# Lanceola clausi
Lanceola clausi är en kräftdjursart. Lanceola clausi ingår i släktet Lanceola och familjen Lanceolidae. Utöver nominatformen finns också underarten L. c. graciali.